# Oui mais... non
Oui mais... non é um single da francesa Mylène Farmer, lançado em 11 de outubro de 2010. A música foi escrita por RedOne e si só vende cerca de 135.000 exemplares na França. Esta música faz parte do seu oitavo álbum de originais "Bleu Noir". O videoclipe foi dirigido por Chris Sweeney, em 2010. A canção foi executada no seriado NRJ Music Awards em 22 de janeiro de 2011.

## Singles
- CD single

1. "Oui mais... non" (single version) — 4:19
2. "Oui mais... non" (chorus version) — 4:19

- CD maxi

1. "Oui mais... non" (single version) — 4:19
2. "Oui mais... non" (Tomer G club remix) — 6:16
3. "Oui mais... non" (Jeremy Hills club remix) — 5:57
4. "Oui mais... non" (Chew Fu refix) — 6:22
5. "Oui mais... non" (Klaas mix club edit) — 5:49

## Performances nos paradas
| Paradas (2010/11) | Posição |
| ----------------- | ------- |
| Bélgica (Valônia) | 2       |
| França            | 1       |
| Rússia            | 8       |
| Suíça             | 52      |